# Krîmok, Radomîșl
Krîmok (în ucraineană Кримок) este localitatea de reședință a comunei Krîmok din raionul Radomîșl, regiunea Jîtomîr, Ucraina.

## Demografie
Componența lingvistică a localității Krîmok
     Ucraineană (96,33%)
     Rusă (1,61%)
     Alte limbi (0,69%)
Conform recensământului din 2001, majoritatea populației localității Krîmok era vorbitoare de ucraineană (96,33%), existând în minoritate și vorbitori de rusă (1,61%) și polonă (1,15%).